# Calamari Union
Calamari Union (Calamari Union) è un film del 1985 diretto da Aki Kaurismäki.

## Trama
14 personaggi di nome Frank e uno di nome Pekka decidono una sera di partire per il mitizzato quartiere di Eira dall'altra parte della città di Helsinki rispetto al loro quartiere Kallio. Dopo una notte di surreali avventure solo pochissimi vedranno l'alba della mattina successiva e impotenti contro il destino decideranno di fuggire in barca verso l'Estonia.